# NGC 2481
NGC 2481 é uma galáxia espiral (S0-a) localizada na direcção da constelação de Gemini. Possui uma declinação de +23° 46' 03" e uma ascensão recta de 7 horas, 57 minutos e 13,7 segundos.
A galáxia NGC 2481 foi descoberta em 28 de Fevereiro de 1785 por William Herschel.